# Liturghia Sfântului Ioan Gură de Aur

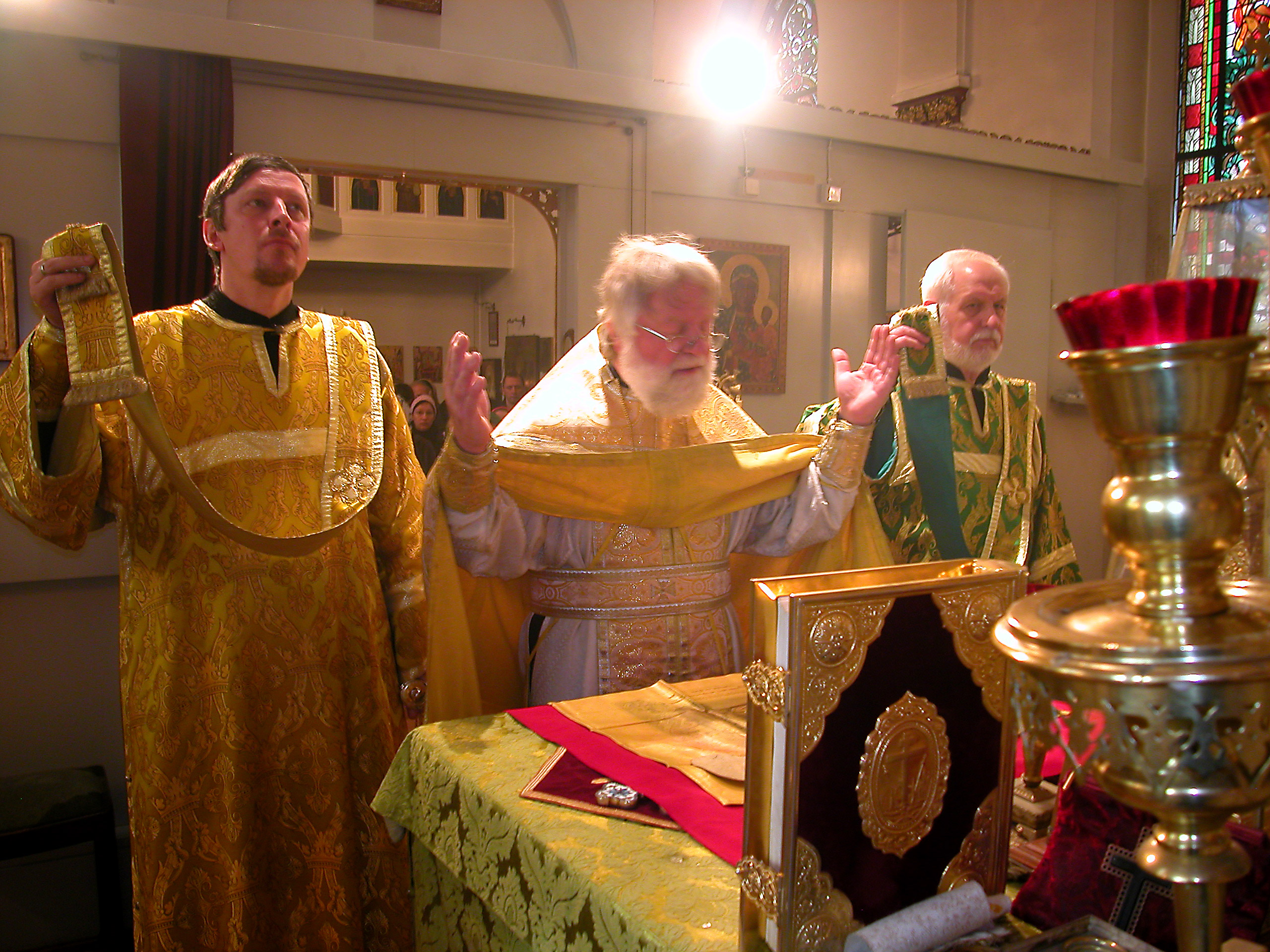
Preot însoțit de doi diaconi în timpul liturghiei Sfântului Ioan Gură de Aur

Liturghia Sfântului Ioan Gură de Aur este cea mai des folosită liturghie în bisericile de tradiție bizantină. Este denumită astfel deoarece anafora (partea centrală) este atribuită arhiepiscopului Ioan Gură de Aur al Constantinopolului.
Liturghia Sfântului Ioan Gură de Aur a fost tradusă în latină de Leon Tuscus, unul din supraviețuitorii masacrului asupra latinilor din Constantinopol din anul 1182.
Între compozitorii care au pus pe note muzicale Liturghia Sfântului Ioan Gură de Aur s-au numărat Piotr Ilici Ceaikovski în 1878 (Liturghia Sf. Ioan Gură de Aur (Ceaikovski)⁠(en)[traduceți]) și Serghei Rahmaninov în 1910 (Liturghia Sf. Ioan Gură de Aur (Rahmaninov)⁠(en)[traduceți]).